# Detroit Township (Minnesota)
Pour les articles homonymes, voir Detroit.
Le township de Detroit est située dans l’État américain de Minnesota, dans le comté de Becker. Selon le recensement de 2000, sa population est de 2 359 habitants.